# Аже
Аже́ (фр. Agey) — коммуна во Франции, находится в регионе Бургундия. Департамент коммуны — Кот-д’Ор. Входит в состав кантона Сомбернон. Округ коммуны — Дижон.
Код INSEE коммуны — 21002.

## Население
Население коммуны на 2010 год составляло 270 человек.
| 1962 | 1968 | 1975 | 1982 | 1990 | 1999 | 2010 |
| ---- | ---- | ---- | ---- | ---- | ---- | ---- |
| 154  | 162  | 156  | 152  | 208  | 258  | 270  |

## Экономика
В 2010 году среди 176 человек трудоспособного возраста (15—64 лет) 133 были экономически активными, 43 — неактивными (показатель активности — 75,6 %, в 1999 году было 70,6 %). Из 133 активных жителей работали 129 человек (66 мужчин и 63 женщины), безработных было 4 (2 мужчин и 2 женщины). Среди 43 неактивных 19 человек были учениками или студентами, 13 — пенсионерами, 11 были неактивными по другим причинам.